# Davos
Davos ( o , toponimo tedesco; in romancio Tavau , in italiano Tavate, desueto) è un comune svizzero di 10 832 abitanti del Canton Grigioni, nella regione Prettigovia/Davos; ha il titolo di città. La località è rinomata per gli sport invernali e ospita l'annuale Forum economico mondiale.

## Geografia fisica
La città di Davos sorge lungo il fiume Landwasser, a valle del passo Wolfgang; è il comune più esteso del cantone e il secondo per estensione di tutta la Svizzera.

## Storia

### Età medievale e moderna
Davos iniziò a svilupparsi durante il Basso Medioevo, grazie alla forte immigrazione romancia avvenuta in quel periodo; verso il 1280 i baroni Von Vaz permisero a un gruppo di coloni Walser di stabilirvisi e concessero loro ampia autonomia amministrativa, facendo diventare la zona un centro di grande insediamento Walser, il più importante della parte orientale della Svizzera, dove ancor oggi questa parlata del tedesco è molto diffusa.
Nel 1436 i comuni della regione si unirono e fondarono la Lega delle Dieci Giurisdizioni e Davos ne divenne il capoluogo. Quando successivamente fu creata l'alleanza delle Tre Leghe, divenuta in seguita una repubblica libera, Davos si alternò con Coira e Ilanz come sede della dieta comune.

### Età contemporanea
Agli albori dell'età degli sport invernali, alla fine del XIX secolo, Davos e il suo stadio del ghiaccio (oggi Vaillant Arena) divennero punto di riferimento per il pattinaggio di velocità. Davos divenne in quegli anni meta di ricchi e nobili che apprezzavano il suo microclima da alta valle, spesso raccomandato dai medici ai pazienti affetti da tubercolosi e bisognosi di lunga degenza. Iniziarono così a sorgere nella cittadina numerosi sanatori. Nel 1880 vi si fermò anche Robert Louis Stevenson al fine di curare la sua tubercolosi, su consiglio del suo medico di Edimburgo George Balfour; nei primi anni del XX secolo fu meta di ritiro del gruppo espressionista tedesco Die Brücke e in particolare di Ernst Ludwig Kirchner, che ritrasse la città e le sue montagne in numerose opere e vi morì nel 1938. La città divenne celebre anche come soggetto letterario, grazie al romanzo La montagna incantata di Thomas Mann, la cui storia si svolge in un sanatorio di Davos. Nei decenni successivi Davos divenne una famosa stazione sciistica, frequentata soprattutto da turisti del Regno Unito e dei Paesi Bassi.
Con lo sviluppo di nuove cure antitubercolosi a partire dalla seconda metà del XX secolo, i sanatori si sono via via riconvertiti. L'edificazione nel 1969 di un moderno palazzo dei congressi ha promosso il turismo congressuale e nel 1971 a Davos si svolse il primo Forum economico mondiale. Il 1º gennaio 2009 ha inglobato il comune soppresso di Wiesen, fino ad allora appartenente al distretto dell'Albula.

## Monumenti e luoghi d'interesse

### Architetture religiose

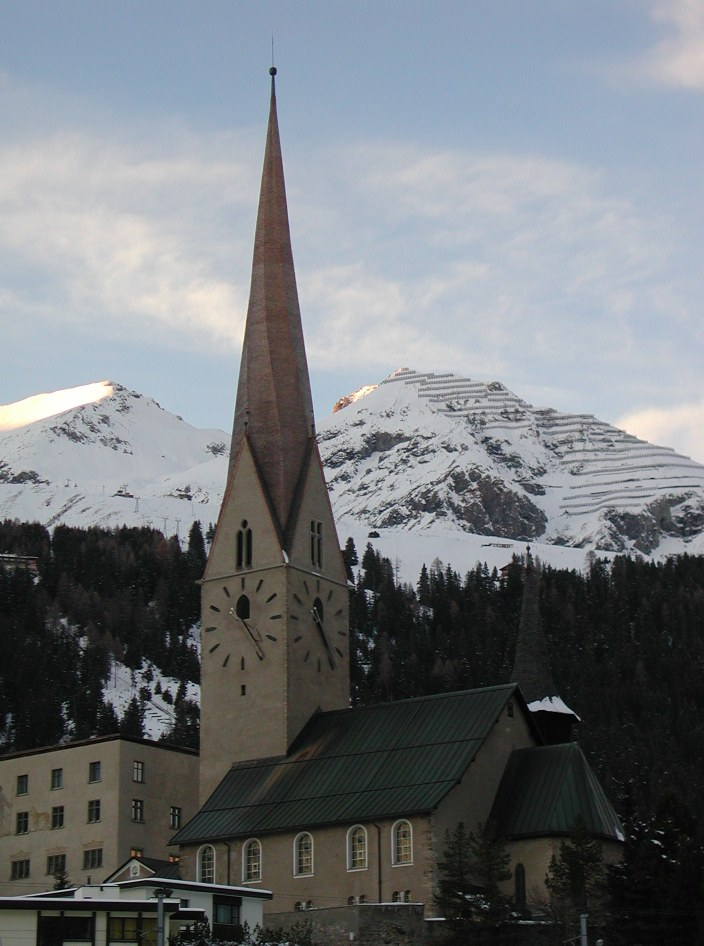
La chiesa di San Giovanni

- Chiesa riformata di San Giovanni (già dei Santi Maria, Giovanni Battista e Nicola) a Davos Platz, attestata dal 1335[4];
- Chiesa riformata di San Nicola a Glaris, eretta alla metà del XIV secolo[4];
- Chiesa riformata di San Teodulo a Davos Dorf, eretta alla metà del XIV secolo[4];
- Chiesa riformata di Frauenkirch, attestata dal 1466[4];
- Antica chiesa riformata di Monstein, eretta nel 1668-1970 e abbandonata nel 1896[4][6];
- Chiesa riformata di Monstein, eretta nel 1896[6];
- Chiesa riformata di Sertig, eretta nel 1699[4][7];
- Chiesa riformata di Laret, eretta nel 1793[6].

### Architetture civili

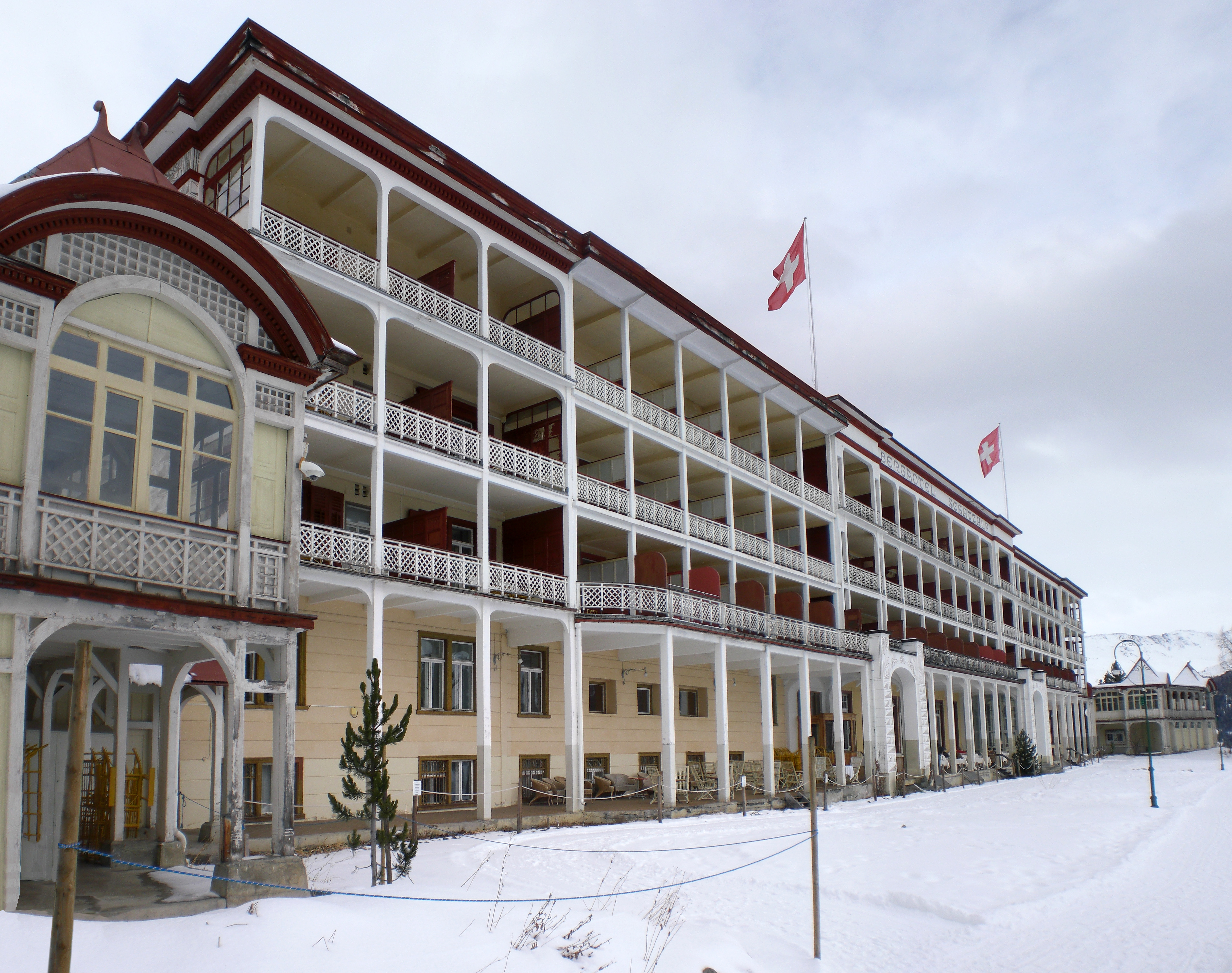
Il sanatorio Schatzalp, fondato da Alexander Spengler e ambientazione del romanzo La montagna incantata di Thomas Mann

- Antico municipio, ricostruito nel 1564 da Hans Ardüser[4];
- Nuovo municipio, costruito da Rudolf Gaberel[4];
- Sanatorio Schatzalp, fondato da Alexander Spengler e costruito da Pfleghard & Haefeli[4];
- Palazzo dei congressi, costruito nel 1969, con albergo costruito nel 1982[4].

## Società

### Evoluzione demografica
L'evoluzione demografica è riportata nella seguente tabella:
Abitanti censiti

### Lingue e dialetti
Già borgo di lingua romancia, è stato germanizzato nel XIV-XV secolo; il suo nome in lingua walser è Tafaas [taˈfaːs] o Tafaa [taˈfaː].

## Cultura

### Ricerca

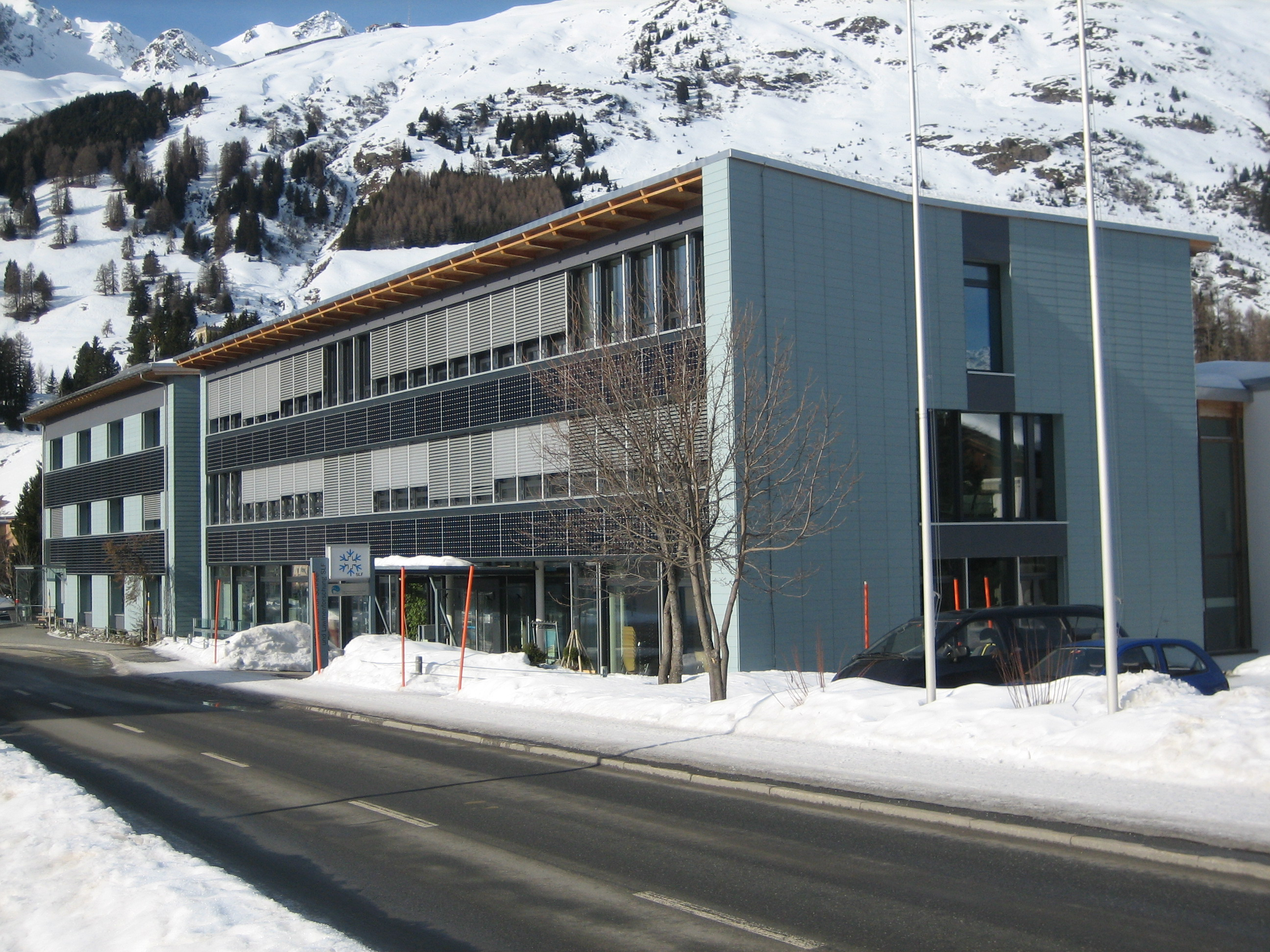
L'Istituto federale di ricerca per la foresta, la neve e il paesaggio

- Istituto federale di ricerca per la foresta, la neve e il paesaggio
- Istituto federale per lo studio della neve e delle valanghe[4]
- Istituto di ricerca svizzero sul clima d'alta montagna e sulla medicina[4]
- Fondazione AO, organizzazione senza scopo di lucro che attraverso la ricerca e la formazione si occupa della cura dei pazienti con lesioni gravi dell'apparato locomotore[10]
- Academia Raetica, associazione che promuove la scienza, la ricerca e l'educazione nel Canton Grigioni e in quelli limitrofi occupandosi della formazione e del collegamento tra scienziati e promuovendo la ricerca scientifica unitamente alla formazione terziaria utile a vivere e lavorare nel cantone[11]

### Musei
- Museo minerario dei Grigioni[4]
- Museo Kirchner, dedicato al pittore e scultore espressionista Ernst Ludwig Kirchner[4]
- Museo regionale[4]

### Eventi

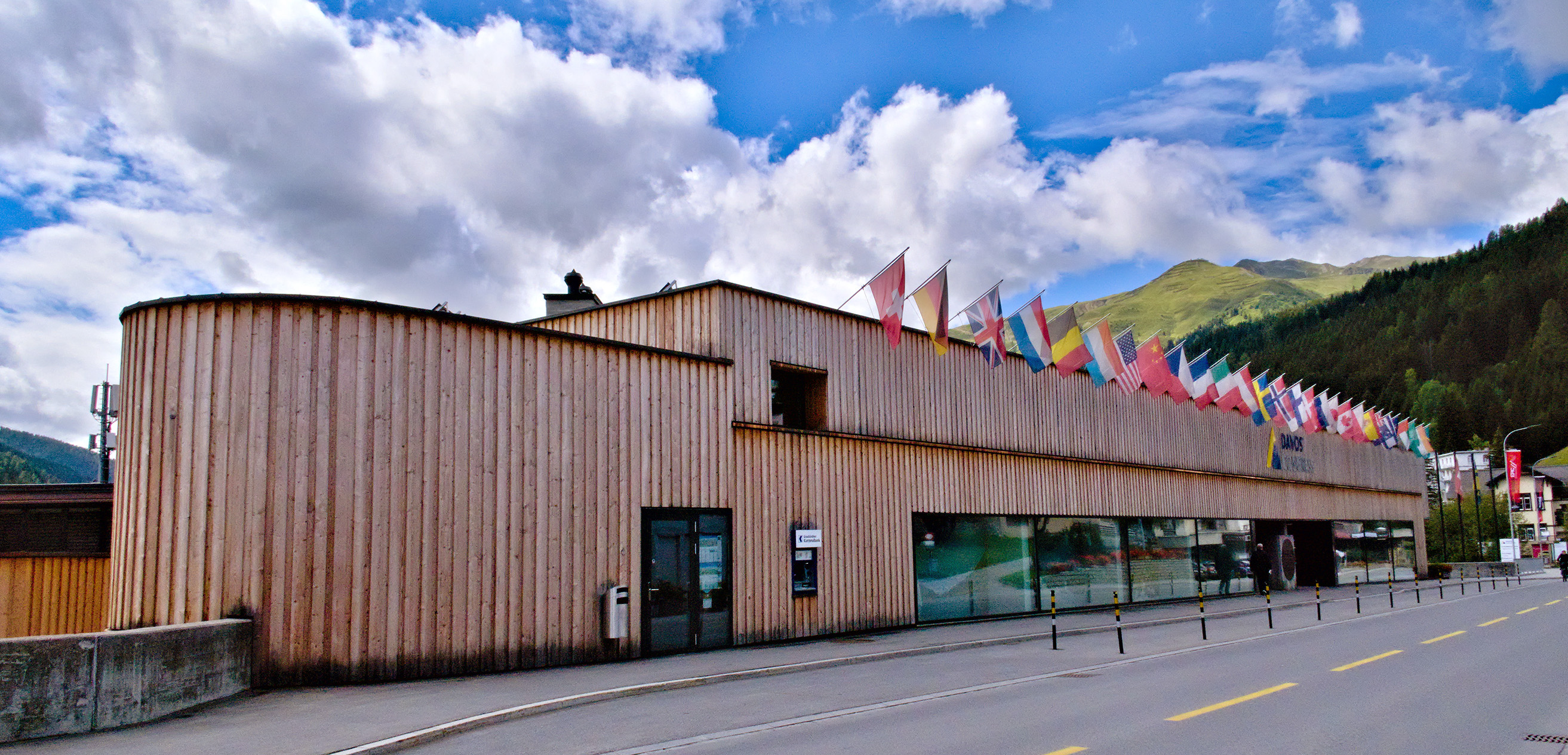
Il Palazzo dei congressi che ospita l'annuale Forum economico mondiale

La località ospita l'annuale Forum economico mondiale, un incontro fra i principali dirigenti politici e i principali esponenti economici.

## Geografia antropica

### Frazioni
Le cinque frazioni principali di Davos sono:

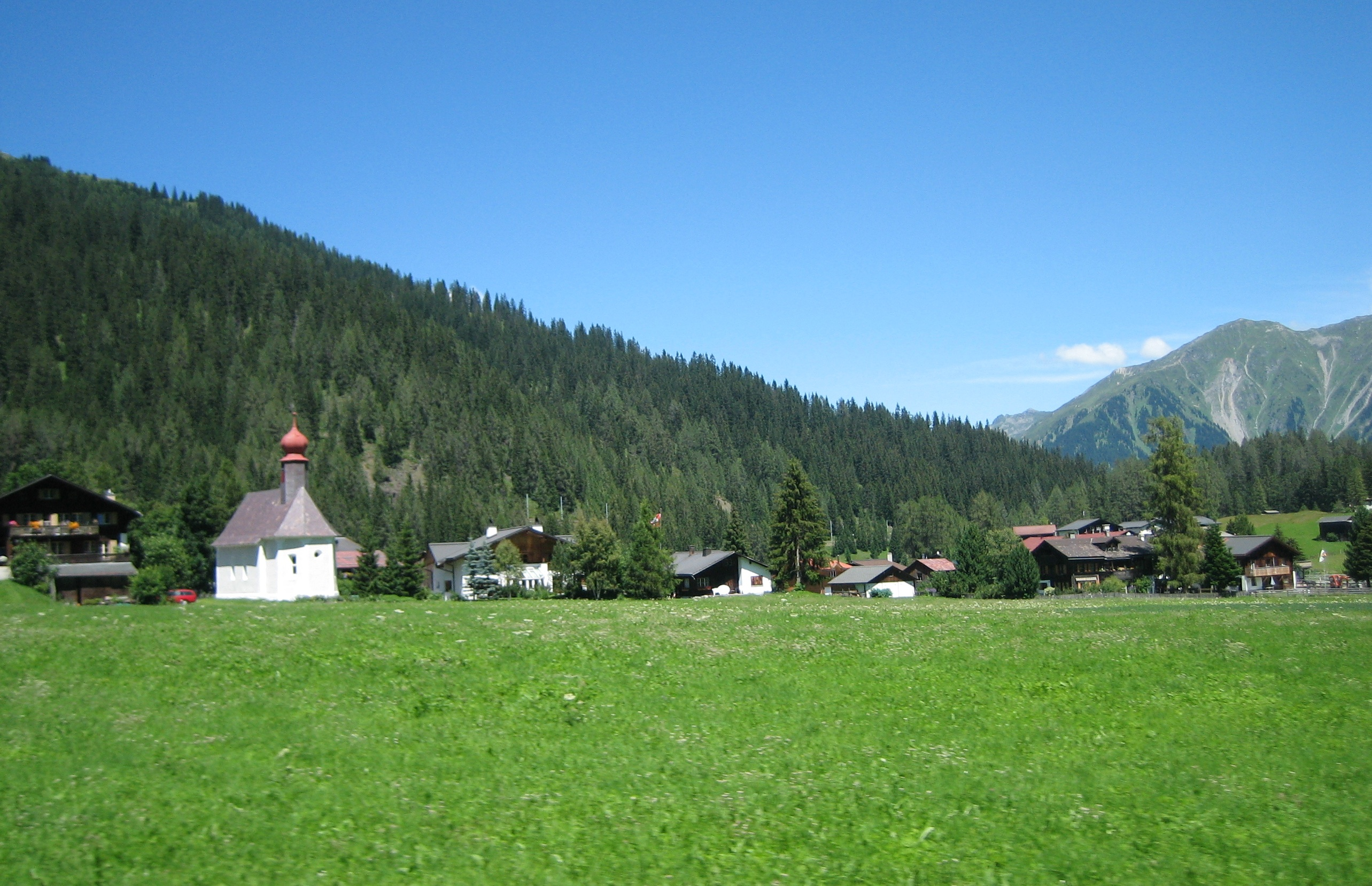
Laret

- Davos Dorf
- Davos Platz
- Frauenkirch
- Glaris
- Monstein[6]

Le frazioni minori di Davos sono:
- Dischma
- Flüela
- Laret
- Sertig[7]
  - Clavadel
  - Gaschurna
  - Sertig-Dörfli
- Spina
- Wiesen[5]
- Wolfgang[12]

## Sport

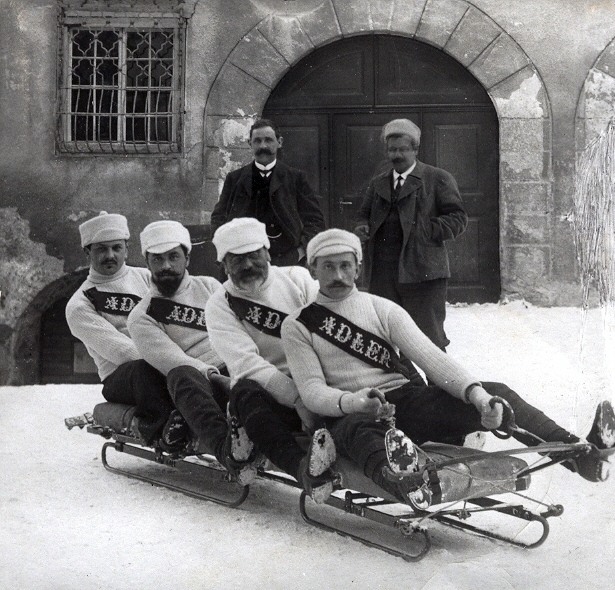
Bobbisti a Davos nel 1910

Nella città, rinomata fra i praticanti degli sport invernali, vi è una delle maggiori stazioni sciistiche della Svizzera e dell'Europa. Nel 1883 si svolse la prima competizione internazionale di bob, mentre Arthur Conan Doyle scrisse un articolo sullo sci a Davos nel 1899; per il pattinaggio di velocità su ghiaccio, qui si tennero qui numerosi Campionati mondiali e nel 1898 Peder Østlund stabilì quattro record del mondo. Le sei principali aree sciistiche sono Parsenn/Gotschna, Jakobshorn, Pischahorn, Rinerhorn, Schatzalp e Madrisahorn.
Davos ha ospitato varie tappe della Coppa del Mondo di sci alpino, della Coppa del Mondo di sci di fondo e la prima edizione in assoluto dei Campionati europei di bob, nel 1929.
A Davos si svolge uno dei più importanti tornei di hockey su ghiaccio del mondo, la Coppa Spengler, organizzata dall'Hockey Club Davos, squadra padrona di casa fra le più titolate società, e rappresentative nazionali formate da stranieri che militano nel campionato svizzero (come la Nazionale canadese, vincitore di nove edizioni). L'H.C. Davos è una delle squadre di vertice del campionato svizzero di hockey su ghiaccio.

## Infrastrutture e trasporti

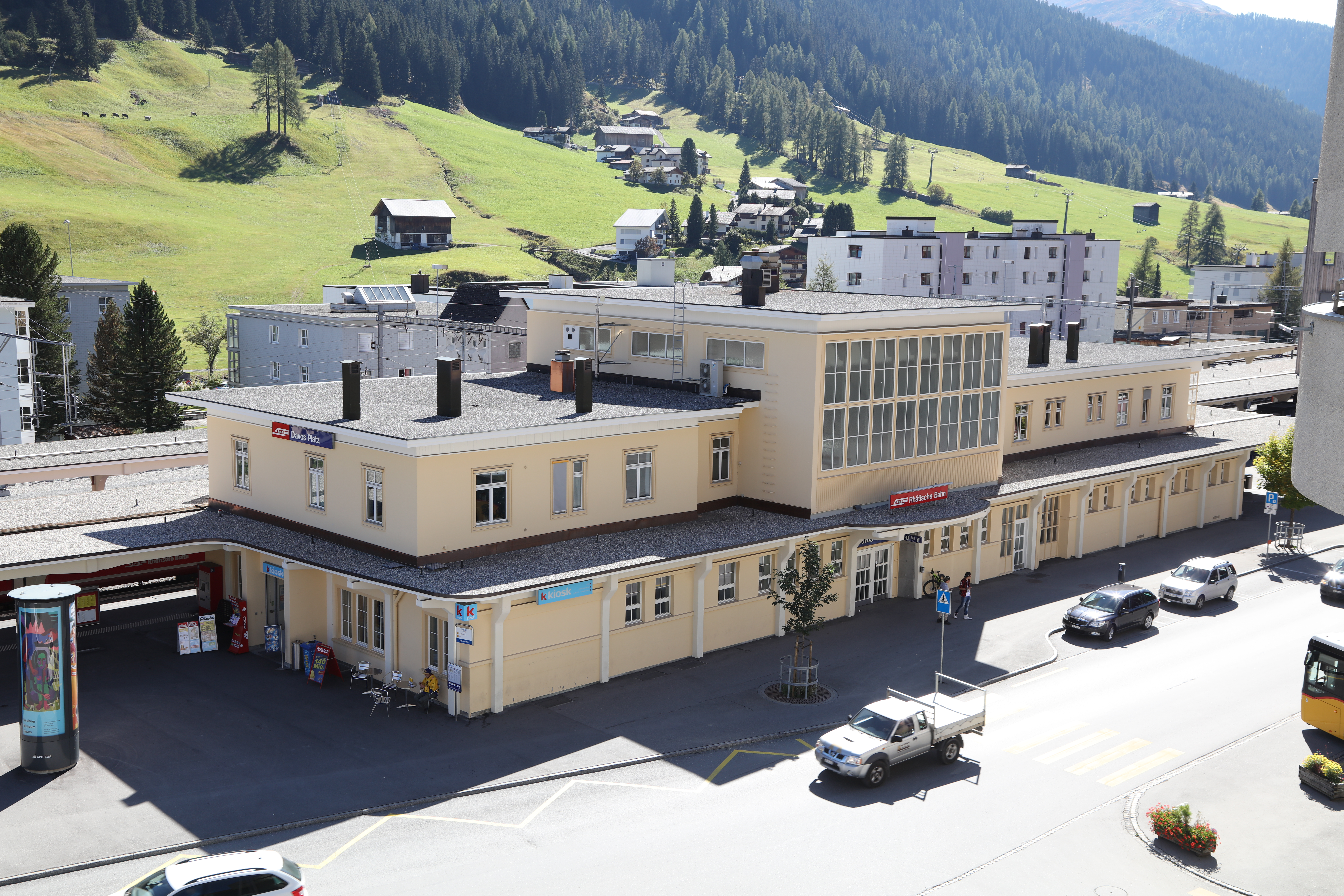
La stazione di Davos Platz

La città è un rilevante nodo ferroviario della Ferrovia Retica con le linee Davos-Filisur e Landquart-Davos; nel territorio comunale si trovano le stazioni di Davos Dorf, di Davos Frauenkirch, di Davos Glaris, di Davos Islen, di Davos Laret, di Davos Monstein, di Davos Platz, di Davos Wiesen e di Davos Wolfgang.

## Amministrazione

### Gemellaggi
- Aspen
- Chamonix-Mont-Blanc
- Ueda
- Queenstown[senza fonte]